# 黃一山
黃一山（英語：Gabriel Wong Yat Shan，1964年9月9日—），本名黃志強，暱稱細龜，出生於香港，香港演員和編劇，前有線娛樂有限公司非執行董事，目前主要在中國大陸拍劇。
黃一山本來是幕後工作人員，後來因為樣子年輕和個子矮小而被安排轉為幕前演出。自此一直當藝人至今。其成名作為無綫電視的綜藝節目《笑星救地球》。當時節目播出後，曾有觀眾投訴無綫電視虐待兒童。

## 背景

### 早年生活
黃一山於香港出生，有一名排行第一已夭折的胞兄、四名胞姊和一名胞弟，父親任職建築公司地盤工人。早年於九龍秀茂坪邨前身的秀茂坪徙置區長大，曾就讀馮氏宗親會學校（1977年第5屆小六上午校畢業），後在1982年畢業於觀塘瑪利諾書院文科班，與填詞人陳少琪為同屆同學（陳為理科班學生）。在中小學階段時常名列前茅，只考獲一次第六名；又會玩乒乓球和橋牌。黃一山其後因原校沒有開設文科預科班而以4A1B1C2D（A：中國語文、地理、中國歷史、經濟與公共事務，B：世界歷史，C：英國語文，D：數學、會計）的會考成績轉讀循道中學，且在1983年完成香港高等程度會考後以2B2C2D的成績考進香港中文大學聯合書院，並於1987年完成社會學系學士學位。在校時已身兼數份兼職如在長沙灣天主教英文中學夜校教授初中歷史與數學科。同時當雜誌《君子雜誌》及《閣樓》的編輯，負責訪問部分。其餘時間花在為學生補習攢錢。

### 入行經過
黃一山接著應徵兩間廣告公司（其中一間為奥美）不遂。適逢無綫電視開辦編劇訓練班，他便去應徵。最終獲取錄為綜藝科撰寫劇本。同組的編劇還有林超榮。及後黃一山被劇組當成雜務，像烏龜般受人奴役，如是者得了「細龜」的別號。黃一山於1988年完成訓練，初時主要為綜藝節目寫講稿且協助處理1988年第七屆新秀歌唱大賽參賽者報名細節。同期透過林超榮介紹認識張文新等人，為1989年香港電台十大中文金曲頒獎音樂會籌劃講稿細節。與此同時為《CYC青年週報》設計電視角色資料。直至在1988年的搞笑節目《點解咁好笑》中常以「四眼」童軍裝出現在片頭而開始受觀眾注目；兩年後，即1990年和1991年擔任綜藝節目《笑星救地球》兩輯的編劇。他在節目結束前跳集體舞時突然跳出「接受」主持以舊式月曆薄鐵板改裝的「笑星拍板」拍頭懲罰，其相對較矮小兼穿著童裝的形象再次得到注目。在《笑星救地球》播出之後，他同時忙於接拍電影，令他無法當編劇，故被時任藝員部高層趙崇文勸喻轉型為藝人。黃一山遂由職員合約轉為藝人合約，獲電視台安排擔任《娛樂新聞眼》的主持。
但由於香港著名編劇黎文卓離開無綫電視，黃一山無法與他洽談續約事宜。加上，在電視台劇集中只被分配當閑角和獲得前香港有線電視策劃及製作副總裁康小圓邀請。結果，他選擇在1996年4月轉投有線電視，主力在有線電視兒童台任節目主持。此前早在1990年，黃一山已開始在電影方面發展，在早期之周星馳系列電影中經常可以看到他的蹤影。黃之所以參演1991年《逃學威龍》源於黎文卓告知他陳明英有意找人出演該齣電影。他自覺需要追上周星馳當年創造的「無厘頭」文化潮流且想參與其中，便成就了其於該電影的演出。

### 北上發展
直至1999年，黃一山繼續進修，獲得英格蘭赫爾大學工商管理碩士學位（自1997年起修讀）。畢業後更嘗試往商界發展，在2001年至2003年曾在旺角金都商場開辦婚紗攝影店，亦曾於2003年在中國內地經營地產代理做二手單位買賣。然而，其演藝事業發展至2003年時，香港的經濟發展差，而且有線電視需要開源節流以建立新分台。黃一山於是不再與有線電視續約。適逢獲行內人介紹接拍《功夫足球》，他便開始轉往中國內地發展，初期在廣州南方電視台或廣東電台客串直播主持或被邀請作比賽評判。又參演少部分內地電視劇集及主持不同類型的綜藝節目。另一方面，也考慮到發展方向太多而結束生意。現時，他多活躍於香港、廣州等地媒體。
黃一山另外一個北望神州的原因與其患上罕見疾病的兒子有關。黃一山以電影劇《功夫足球》作為起點，接拍每年近一百場的夜台演出和接拍逾40部網絡電影。而目前，黃一山是電影公司「夢行者影視文化集團」的老闆和河北花花影視首席策劃官，負責培育新演員。其中他的電影公司已於2017年在馬來西亞設立分公司。在2019年4月，黃一山獲山東省德州科技職業學院電影學院聘任為客座教授。

## 家庭生活
黃一山於1993年結識任職深圳電視台的瀋陽籍妻子杜婷婷，二人於1995年3月14日在香港結婚。同年12月中旬誕下一子黃頌衡，2000年底再誕一子黃頌匡，全家現居於番禺祈福新邨。黃一山曾在電視節目《心有靈犀》中透露，其長子患上了先天性腦白質發育不健全，生命危在旦夕。

## 演出

### 電視劇（無綫電視）
| 首播   | 節目名稱           | 角色       | 備註              |
| 1990年 | 孖仔孖心肝         | 小孩       |                   |
| 1990年 | 烏金血劍           | 伙計       |                   |
| 1990年 | 笑傲在明天         |            |                   |
| 1991年 | 蜀山奇俠之仙侶奇緣 | 極樂童子   |                   |
| 1991年 | 日月神劍           | 鼠弟       |                   |
| 1991年 | 皇家鐵馬           | 初哥       | 〈鐵騎雄風〉篇    |
| 1991年 | 老友鬼鬼           | 吴耀祥     |                   |
| 1991年 | 卡拉屋企           | 黃一笑     | 第82集            |
| 1992年 | 他來自天堂         | 余慈光     |                   |
| 1992年 | 都市的童話         | IQ博士     | 第7,10-11,14-20集 |
| 1992年 | 愛生事家庭         | 陳世九     |                   |
| 1994年 | 阿Sir早晨          | 細龜       |                   |
| 1995年 | 娛樂插班生         | 彭定堅同學 |                   |
| 1995年 | 南拳北腿           | 初八       |                   |
| 2004年 | 功夫足球           | 嚴震北     | 外購劇            |
| 2005年 | 伙頭智多星         | 船頭輝     | 外購劇            |

### 電視劇（中國大陸）
- 2000年：《前世今生》
- 2005年：《不想長大》 飾 高大點
- 2005年：《我愛鐘無艷》 飾 孔太史
- 2008年：《七十二家房東》 飾 招家炳
- 2009年：《笑公堂》 飾 公孫發[21]
- 2009年：《京港良緣奇遇記》
- 2010年：《吉星高照之陳夢吉與三十六計》 飾 陳村種[22]
- 2014年：《包笑公堂》 飾 房很多（網絡剧）
- 2015年：《桃花运》 飾 大刘
- 2016年：《逗吧逗把街》
- 2017年：《西涯俠》飾 俠考鎮嚮導[23]（第三集）
- 2018年：《給個理由先之再點秋香》（IP劇）
- 2018年：《鸣鸿传》 飾 龍冶（網絡劇）
- 2019年：《雄孩子計劃》（小兒系列劇）
- 2019年：《圓夢劇人》（網絡劇）
- 2019年：《疯狂朋友圈》（網絡劇）
- 2022年：《獅子山下的故事》 飾 十仔
- 2024年：《颜心记》（網絡劇）

### 電視電影（無綫電視）
- 1992年：羣星會 飾 阿郎（貨車司機）（客串）

### 電影
- 1986年：《瘦虎肥龍》
- 1990年：《笑星撞地球》
- 1990年：《千年女妖》
- 1990年：《龍鳳賊捉賊》
- 1990年：《喋血風雲》
- 1990年：《老表發錢寒》
- 1990年：《賊聖》
- 1991年：《逃學威龍》 飾 黃小龜
- 1991年：《千王》 飾 選美比賽司儀
- 1991年：《難得有情郎》 飾 梅艷方
- 1991年：《猛鬼狐狸精》
- 1991年：《表哥我來也》
- 1991年：《中環英雄》
- 1991年：《情聖》 飾 司機
- 1991年：《天地玄門》 飾 小龜
- 1991年：《老豆唔怕多》
- 1991年：《一世好命》 飾 明仔
- 1991年：《福星威龍》 飾 小虎
- 1991年：《太陽之子》飾 黃山
- 1991年：《豪門夜宴》 飾 科威特王子手下
- 1992年：《逃學威龍2》 飾 黃小龜
- 1992年：《偷神家族》
- 1992年：《禁房艷奇》
- 1992年：《草莽英雌》 飾 細龜
- 1992年：《新龍爭虎鬥》
- 1992年：《逃學外傳》 飾 黃一山
- 1993年：《唐伯虎點秋香》 飾 華文
- 1993年：《濟公》 飾 借茅廁者
- 1993年：《警花肉搏強姦黨》
- 1993年：《走佬威龍》
- 1993年：《神探乾濕褸》
- 1993年：《黃飛鴻對黃飛鴻》
- 1993年：《人鬼搭檔》
- 1993年：《臨時演員》 飾 夏日祥
- 1993年：《少林豪俠傳》 飾 牙擦蘇
- 1993年：《夏日情未了》 飾 細龜
- 1993年：《女兒當自強》 飾 酒吧內的怪人
- 1993年：《廣東五虎之鐵拳無敵孫中山》飾 犯人
- 1994年：《破壞之王》 飾 電視台記者
- 1994年：《山雞變鳳凰》 飾 Grassy
- 1994年：《新俏郎君》 飾 青頭鬼
- 1994年：《九品芝麻官》 飾 同治帝
- 1994年：《少林活寶貝》
- 1995年：《蠟筆小小生》 飾 阿武同學
- 1994年：《倫文敘老點柳先開》
- 1995年：《小醉拳》 飾 二寶
- 1995年：《富貴人間》
- 1995年：《橫紋刀劈扭紋柴》
- 1996年：《中國O記之血腥情人》 飾 小龜
- 1996年：《運財五福星》 飾 粉腸
- 1999年：《冥婚》
- 2004年：《新東成西就》 飾 洪七
- 2006年：《大丈夫2》 飾 Gabriel Wong
- 2010年：《瘋狂飄移假爸爸》
- 2011年：《蔡李佛拳》
- 2012年：《地下室驚魂》 飾 經紀人
- 2012年：《國際馬路以北》
- 2013年：《荒島奇情》
- 2015年：《吉星高照2015》 飾 星迷會前會長
- 2016年：《江湖悲劇》 飾 汕頭龜
- 2016年：《深夜咖啡館之失踪少女》 飾 黑社會老大[24]
- 2016年：《一根神棍》
- 2017年：《老師也瘋狂》
- 2017年：《足球星夢之鹹魚翻身篇》
- 2017年：《初戀日記：賤男蜜擾》 飾 訓導主任[25]
- 2018年：《冒牌搭档》
- 2021年：《錦衣衛之日炎刀》(CCTV-6電影)
- 2021年：《我要做特務》[26]
- 2024年：《“骗骗”喜欢你》
- 待上映：《荒誕與意外》
- 待上映：《一鳴驚人》
- 待上映：《致我們的少女時代》 飾 大學校長
- 待上映：《我想靜靜》

### 網絡電影
- 2014年：《醬紫青年》[27]
- 2015年：《新開心鬼》
- 2016年：《我的充氣女友》 飾 王老極
- 2016年：《流氓師姐》 飾 曹博
- 2016年：《大肉票》 飾 經理
- 2016年：《斷片兒2之父仇者聯盟》
- 2016年：《超能英雄聯盟》
- 2017年：《冒牌大導演》
- 2017年：《超能少年之宿命之戰》 飾 馬里奧
- 2017年：《兄弟之義字當頭》[28]
- 2017年：《小戲骨降妖記》 飾 師父
- 2017年：《大話八仙之神囧》 飾 囧神阿囧[29]
- 2017年：《滾出来，凶手》
- 2017年：《獨自去逃歡》
- 2017年：《復仇者》 飾 陸啟成
- 2017年：《變臉英雄》 飾 黃小龜
- 2017年：《重返一九九七》 飾 老師
- 2017年：《我的第七十七次失戀》
- 2018年：《盲少爷恋上我》飾 程韋
- 2018年：《我要做業主》
- 2018年：《叫魂》[30]
- 2018年：《追女特攻隊》 飾 阿彪
- 2018年：《封神降魔之蚩尤復活》 飾 元始天尊
- 2018年：《封神降魔2桃山氣海》 飾 眉生道長
- 2018年：《冒牌搭檔》 飾 小鬼
- 2018年：《鎖》
- 2018年：《美女與怪物》
- 2018年：《幕後女王》
- 2018年：《享金獵人》
- 2018年：《蜀山降魔傳》
- 2018年：《萬妖國》 飾 國師
- 2018年：《假期行動》
- 2018年：《飛越星際的變身少女》
- 2018年：《囧妃3時空黑洞》
- 2018年：《白夜俠》 飾 皇上
- 2018年：《濟公神扇》 飾 濟公[31]
- 2018年：《復仇詭影》 飾 姜醫生
- 2018年：《蟲煞》 飾 顧林[32]
- 2018年：《朕不想登基》
- 2018年：《超次元學院2》
- 2018年：《要活着去天堂》
- 2018年：《正正的世界》
- 2018年：《封神降魔2桃山气海》
- 2019年：《神龍大戰》 飾 玉虛子
- 2019年：《方世玉之蓋世英雄》
- 2019年：《万妖国》飾 严九爷
- 2019年：《蜀山降魔传2》
- 2019年：《野蛮的囧妃：时空黑洞》
- 2021年：《一眉先生》 飾 南哥
- 2021年：《龙套王之冒牌总裁》
- 2021年：《唐伯虎之偷天换日》
- 2021年：《新逃學威龍》
- 2021年：《齊天大聖·無雙》
- 2021年：《宋慈之绝命诗案》
- 2022年：《宋慈之草人案》
- 2022年：《刽子手·怪谈》
- 2024年：《新九品芝麻官》
- 2024年：《賒刀人》飾 说书人
- 待上映：《東斜西獨》

### 兒童節目
- 1996年至2002年：《A級世界》（有線電視）

### 娛樂節目
- 1995年：《群星匯正音 1995》（第4集嘉賓、香港電台）[33]
- 2003年：《尋根問底》（主持及嘉賓、廣東電視台珠江頻道）[34]
- 2005年：《反斗多聲道》（第五集〈兜兜轉轉〉演出、香港電台）
- 2005年：《笑林子》（主持、廣東電視台）
- 2005年：《為食包青天》（主持、廣東電視台）[13][35]
- 2006年：《影視明星世界盃》（主持、南方電視台）
- 2006年：《至緊要UPDATE》（主持、廣東電視台移動頻道）
- 2008年：《勇往直前》（嘉賓、湖南衛視）
- 2009年：《舞林大會》（評判、東方衛視）
- 2010年：《夫妻天下》（嘉賓、天津電視台）
- 2011年：《任講唔嬲》（嘉賓、廣東電視台）
- 2014年：《粵講越掂》（嘉賓、廣東電視台珠江頻道）
- 2016年：《魅力中國城》（演出、中國中央電視台）
- 2017年：《金猴圓夢萬家歡——2016廣東廣播電視台春節晚會》（演出、廣東電視台）
- 2017年：《我為喜劇狂》第4季（演出、湖北衛視）
- 2017年：《街頭派錢黨》（主持、香港電視娛樂）
- 2018年：《中國有星寶秀出不“藝”樣》（主持、江蘇省廣播電視總台）
- 2021年：《爱宠笑园》（主持、广东广播电视台4K综艺频道）

### 綜藝節目（無綫電視）
- 1988年：《點解咁好笑》（出現在片頭）
- 1990年：《情場智多星》（演出「少年一山的煩惱」環節）
- 1990年：《笑星救地球》（與其上司黎文卓為該節目之編劇）
- 1990年：《香港倒後鏡》（演出）
- 1992年至1994年：《娛樂新聞眼》（主持）
- 1994年：《歡樂今宵》（主持及演出）
- 1994年：《香港搞笑工程》（主持）
- 2011年：《心有靈犀》（嘉賓）[36]

### 歌曲
黃一山曾於1990年代初與香港女歌手陳奕合唱過三首兒歌。有關歌曲都被收錄到陳奕於1993年推出的個人唱片《如果明天》之中：
- 〈何家小雞何家猜〉
- 〈黑老虎不要太驕傲〉
- 〈狐狸先生幾點鐘〉

### 廣告
- 待考：勁量電池
- 待考：農心烏龍杯麵
- 待考：深圳坑梓酒店
- 待考：人參茶
- 待考：大石家俬城
- 待考：深圳好世界Seafood Market酒樓
- 待考：百葡莊葡萄酒
- 1991年：清潔香港運動 清潔龍
- 1993年：摩托羅拉手提電話（水壺）
- 2011年：最終有您 寵物善終服務
- 2019年：皇朝貢品 鮑魚蔘茸專門店
- 2019年：WeWa 銀聯信用卡
- 2023年：國盛資本信貸

## 外部連結
- 黃一山的新浪微博
- 黃一山的小紅書帳戶 （页面存档备份，存于）
- 黃一山瞄準大馬市場發掘本地潛力演員 （页面存档备份，存于），馬來西亞中國報，2017年12月2日
- “黄金配角”黄一山解析周星馳如何成了孤家寡人 （页面存档备份，存于） ，大紀元，2009年8月28日